# Нарин, Диляра
Диляра Нарин (туркм. Dilara Narin; 17 марта 2002) — турецкая тяжелоатлетка, призёр чемпионатов Европы 2022, 2023 и 2024 годов. Чемпионка мира среди юниоров 2022 года, победительница Юношеских Олимпийских игр 2018 года.

## Карьера
В 2018 году на юношеских Олимпийских играх в Аргентине завоевала золотую медаль с результатом 218 кг. 
На юниорском чемпионате мира в 2022 году в весовой категории до 81 кг завоевала золотую медаль по сумме двух упражнений зафиксировав вес в 230 кг. 
На чемпионате Европы 2022 года в Тиране, в Албании в категории до 81 кг она стала бронзовым призёром по сумме двух упражнений с результатом 232 кг.
В Ереване, на чемпионате Европы 2023 года в категории до 81 кг завоевала серебряную медаль с результатом 235 кг по сумме двух упражнений. В отдельных упражнениях также ей достались малая бронзовая медаль в рывке и малая серебряная в толчке.
В феврале 2024 года на чемпионате Европы в Софии Диляра завоевала бронзовую медаль по сумме двух упражнений с результатом 222 кг. В упражнении толчок она стала третьей (125 кг).

## Достижения
Чемпионат Европы
| Результат | Вес      | Год  | Место соревнований | Рывок | Толчок | Общий вес |
| Бронза    | до 81 кг | 2022 | Тирана, Албания    | 99,0  | 133,0  | 232,0     |
| Серебро   | до 81 кг | 2023 | Ереван, Армения    | 101,0 | 134,0  | 235,0     |
| Бронза    | до 81 кг | 2024 | София, Болгария    | 97,0  | 125,0  | 222,0     |